# Soyuz MS-22
Soyuz MS-22 es el vuelo Nº 150 tripulado de una misión de la nave rusa Soyuz. Se lanzó hacia la ISS, el 21 de septiembre de 2022 a las 13:54 UTC, con tres miembros de la tripulación de la Expedición 68, que comenzó el 29 de septiembre de 2022 con el desacoplamiento de la Soyuz MS-21. En diciembre de 2022 sufrió una avería y tuvo que ser sustituida por la Soyuz MS-23 que fue lanzada el 24 de febrero de 2023, para que su tripulación tuviera una nave segura para el regreso a la tierra. Finalmente regresó vacía el 28 de marzo de 2023.

## Fuga Refrigerante
El día 14 de diciembre durante los preparativos para una caminata espacial planificada para el día 15, por los cosmonautas Prokopyev y Petelin, los equipos de tierra detectaron una fuga significativa de una sustancia desconocida en la parte trasera de la nave espacial Soyuz MS-22 acoplada al  módulo Rassvet en la ISS.
La Nasa y Roscosmos colaboraron en una investigación de la fuga externa detectada en la nave espacial rusa. Roscosmos identificó la fuente de la fuga como un agujero de 0,8 mm en una tubería del circuito de refrigeración externo de la Soyuz y la pérdida fue el líquido refrigerante del circuito, una sustancia denominada LZ-TK-2 (ЛЗ-ТК-2), una disolución que tiene como base el hidrocarburo 2,2,4-trimetilpentano (isooctano), que se usa como refrigerante de los circuitos primarios en las naves Soyuz y Progress.
Para realizar la investigación de la causa de la fuga, Roscomos utilizó el día 15 de diciembre, el brazo ERA nuevo en el módulo Nauka para realizar inspeciones visuales mediante las cámaras del brazo, dirigido por la cosmonauta Anna Kikina. La Nasa proporcionó una inspección adicional del exterior de la Soyuz usando el brazo robótico Canadarm 2 del segmento americano, el 18 de diciembre y se determino que lo más posible es que un micrometeoroide, impactó a unos 7 km/s provocando la fuga, ya que un resto de basura espacial tan pequeño no dispone de tanta velocidad para causar ese agujero en el material de la tubería. 
Finalmente el 11 de enero de 2023, la agencia Roscosmos, tras considerar que el regreso de la tripulación en la capusula averiada era demasiado arriesgado por el aumento de temperatura excesivo durante la reentrada al no disponer de líquido de refrigeración en el sistema principal de la nave, y no siendo posible su reparación mediante una salida extravehicular, se anunció el plan de rescate de los tripulantes de la averiada Soyuz MS-22, sencillamente se adelantaría al 20 de febrero el lanzamiento de la Soyuz MS-23 previsto para el 16 de marzo de 2023, sin tripulación para sustituir a la Soyuz MS-22 averiada para que la tripulación regrese en la MS-23. El regreso de la MS-22 se realizará vacía en el mes de marzo.
Esta elección trajo varios cambios respecto a las tripulaciones de la ISS, primero el traspaso de la tripulación de la MS-23 a la futura Soyuz MS-24 prevista para septiembre de 2023, retrasando todas las subsiguientes tripulaciones. Y segundo al tener que esperar la llegada de una nave de relevo con tripulación, se alargaba la duración prevista de 180 días de la misión de los 2 cosmonautas Prokopyev y Petelin y el astronauta de la NASA Frank Rubio pasando a formar parte de la Expedición 69, en principio hasta septiembre permaneciendo casi un año en la estación o al menos hasta que la futura MS-24 este lista para lanzarse entre 90 y 180 días después. Tres días después Roscosmos anunció que mientras llegaba la nave de rescate, el plan de contingencia en caso de una evacuación urgente de la ISS, el asiento de la soyuz del astronauta Frank Rubio sería trasladado a la nave SpaceX Crew-5, ya que el aumento de temperatura y humedad de la MS-22 sería menor con solo 2 tripulantes en una posible reentrada de emergencia.

### Fuga Refrigerante Progress MS-21
El día 11 de febrero de 2023 mientras se acoplaba la nave de carga rusa, Progress MS-22, la agencia espacial Roscosmos registró una despresurización en el circuito de refrigeración de la nave de carga de Roscosmos Progress MS-21, que estaba acoplada al módulo MIM-2 Poisk orientado al espacio en la estación (zenit). Esta nueva fuga de refrigerante es prácticamente igual al accidente que tuvo lugar en diciembre de 2022 en la nave tripulada Soyuz MS-22, aunque con la diferencia de que en este caso el refrigerante de este vehículo era el PMS-1,5r, una mezcla de hidrocarburos con silicio, en vez del LZ-TK-2. Debido a esta nueva fuga, aunque la avería no afecta en absoluto a las actividades de la ISS al ser en una nave de carga, y ésta tenía programado su regreso a la tierra para el 18 de febrero, para dejar el puerto Poisk libre para la Soyuz MS-23, destruyendose en la reentrada, la agencia Roscosmos decidió revisar nuevamente a fondo la nave MS-23, retrasando su lanzamiento al día 24 de febrero, ante la posibilidad de un fallo sistémico provocado por un defecto de fabricación en la cadena de montaje de las naves Soyuz y Progress.

## Tripulación
Los 3 miembros despegaron el 21 de septiembre en la Soyuz MS-22, los cosmonautas, Sergey Prokopyev y Dmitriy Petelin junto al astronauta de la NASA Frank Rubio, quien se cambió con la cosmonauta Anna Kíkina, que viajó en la SpaceX Crew-5 gracias al intercambio de tripulación entre la NASA y Roscosmos con el resto de la tripulación permanente de la Expedición 68. El acuerdo de intercambio de tripulaciones tiene como objetivo asegurar que, en caso de una situación de emergencia relacionada con la cancelación o un retraso en el lanzamiento de una nave espacial rusa o estadounidense, se garantice la presencia a bordo de la ISS de al menos un cosmonauta ruso y un astronauta de la Nasa para servir a los segmentos ruso y estadounidense, respectivamente.
| Puesto               | Miembro de despegue                                      | Miembro de aterrizaje |
| -------------------- | -------------------------------------------------------- | --------------------- |
| Comandante           | Sergey Prokopyev, Roscosmos Expedición 68 Segundo vuelo  | vacio                 |
| Ingeniero de Vuelo 1 | Dimitry A. Petelin, Roscosmos Expedición 68 Primer vuelo | vacio                 |
| Ingeniero de Vuelo 2 | Frank Rubio, NASA Expedición 68 Primer vuelo             | vacío                 |

| Puesto               | Miembro                   | Miembro                   |
| -------------------- | ------------------------- | ------------------------- |
| Comandante           | Oleg Kononenko, Roscosmos | Oleg Kononenko, Roscosmos |
| Ingeniero de Vuelo 1 | Nikolai Chub, Roscosmos   | Nikolai Chub, Roscosmos   |
| Ingeniero de Vuelo 2 | Loral O'Hara, NASA        | Loral O'Hara, NASA        |